# Cerkev sv. Kancijana, Vrzdenec
Podružnična cerkev sv. Kancijana na Vrzdencu je eden najpomembnejših umetnostnozgodovinskih spomenikov na Slovenskem. Zasnova je še romanska, znana pa je po gotskih freskah. 

## Zgodovina
Cerkev se prvič omenja leta 1526, zasnova (romansko okno v severni steni), viri in ljudsko izročilo pa nakazujejo, da je starejša, najverjetneje iz zgodnjega 13. stoletja. Tamkajšnji duhovnik naj bi se po požaru v vasi leta 1296 namreč preselil v Polhov Gradec in takrat je bila tam ustanovljena samostojna župnija. Kljub temu je vrzdenška cerkev ohranila poseben pomen, kar se kaže v večkratnih poslikavah. Cerkvena ladja je bila prvič poslikana al fresco ok. 1330 (starejša plast), nato še 1410—1420 (mlajša, t. i. goriška plast), obakrat z motivom Pohoda in poklona Svetih treh kraljev, na mlajši freski so bili upodobljeni tudi konjeniki. Zanimivo je, da so kralji na starejši poslikavi usmerjeni proč od oltarja (h koru), na mlajši pa pričakovano proti oltarju.
Leta 1733 je bil na Vrzdencu ustanovljen kuratni beneficij (prvi kuratni beneficiat, Jožef Rozman oz. Rožman, je bil umeščen 26. aprila). Lesen glavni oltar je iz leta 1752. Osrednji kip, kip sv. Kancijana, ob straneh obdajata sv. Lovrenc in sv. Štefan, nad njimi pa Devica Marija na prestolu z apostolom sv. Tomažem in sv. Matijem ob strani. Leta 1859 je bil obnovljen, skupaj z novima stranskima oltarjema je 14. avgusta 1859 blagoslovil vrhniški dekan Andrej Pečar. Levi stranski oltar je posvečen brezmadežnemu spočetju Device Marije in okrašen s kipi sv. Joahima in sv. Ane ob strani, nad njimi pa sv. Jožefa s prepoznavnim atributom vzbrstele palice in tesarskega kotnika; desni stranski oltar je posvečen sv. Katarini in okrašen s kipi sv. Lucije, sv. Barbare in zgoraj apostola sv. Petra).

## Restavratorsko-konservatorska dela
Cerkev je poleti 1925 pod nadzorstvom spomeniškega urada oz. Franceta Steleta v načrtni akciji odkrivanja srednjeveških poslikav preiskal Matej Sternen. Pod apnenim beležem južne stene sta odkrila obe plasti fresk. Da bi razkrila razmeroma dobro ohranjeno in ikonografsko zanimivo starejšo poslikavo, sta vrhnjo plast leta 1926 snela. Do leta 1957 jo je hranil Narodni muzej, nato je prešla v posest Narodne galerije in jo je 1958 restavriral Emil Pohl. Danes so trije fragmenti teh fresk del stalne galerijske zbirke (Pohod Sv. treh kraljev, 104×102 cm, ok. 1300, NG S 1258; Poklon Sv. treh kraljev (Kralj in dvorjan), 89×150 cm, zač. 15. stol., NG S 1261a; Pohod Sv. treh kraljev (Kralj s spremstvom), 89×150 cm, zač. 15. stol., NG S 1261b). Z južne stene sta snela tudi manjše fragmente (Del glave s perjanico, 40×42 cm, ok. 1415, Dlan s posodico na ozadju s stiliziranimi cvetlicami, 24×45 cm, ok. 1415, in verjetno Obris glave starejše plasti), ki pa jih hrani Oddelek za umetnostno zgodovino Filozofske fakultete Univerze v Ljubljani. Leta 1926 je Matej Sternen pregledal še prezbiterij in tudi tam odkril dve plasti fresk.  
Konec leta 1992 je občinski izvršni svet sprejel predlog občinskega sekretariata za družbene dejavnosti, naj se cerkev razglasi za kulturni spomenik. Ta status ji je bil podeljen z odlokom 17. marca 1993, ko je bila razglašena za kulturni spomenik z lastnostmi umetnostnega spomenika.